# Mangrovepinty
A mangrovepinty (Camarhynchus heliobates) a madarak (Aves) osztályának a verébalakúak (Passeriformes) rendjéhez, ezen belül a tangarafélék (Thraupidae) családjához tartozó faj.

## Rendszerezés
A besorolása vitatott, egyes rendszerezők a sármányfélék (Emberizidae) családjába sorolják.

## Előfordulása
Az Ecuadorhoz tartozó Galápagos-szigeteken honos. A természetes élőhelye trópusi és szubtrópusi mangroveerdők. Állandó, nem költöző faj.

## Megjelenése
Testhossza 10-15 centiméter, átlagos testtömege 18 gramm.

## Rokon fajok
A mangrovepinty közeli rokonságban áll a Galápagos-szigetek többi pintyével.